# Matangi (album)
Matangi − czwarty album studyjny brytyjskiej piosenkarki M.I.A., wydany 1 listopada 2013 roku.

## Lista utworów
- 1. „Karmageddon” − 1:34
- 2. „MATANGI” − 5:12
- 3. „Only 1 U” − 3:12
- 4. „Warriors” − 3:41
- 5. „Come Walk with Me” − 4:43
- 6. „aTENTion” − 3:40
- 7. „Exodus” (featuring The Weeknd) − 5:08
- 8. „Bad Girls” − 3:47
- 9. „Boom Skit” − 1:15
- 10. „Double Bubble Trouble” − 2:59
- 11. „Y.A.L.A.” − 4:23
- 12. „Bring the Noize” − 4:35
- 13. „Lights” − 4:35
- 14. „Know It Ain't Right” − 3:42
- 15. „Sexodus” (featuring The Weeknd) − 4:50

Amazon MP3 Exclusive Version
- 16. „Like This” − 2:51

## Pozycje na listach przebojów
| Kraj/region              | Notowanie (2013)        | Wydawca              | Najwyższa pozycja |
| ------------------------ | ----------------------- | -------------------- | ----------------- |
| Australia                | Top 100 Albums          | ARIA Charts          | 99                |
| Belgia (Flandria)        | Top 50 Albums           | Ultratop             | 47                |
| Belgia (Region Waloński) | Top 50 Albums           | Ultratop             | 62                |
| Francja                  | Top 200 Albums          | SNEP                 | 96                |
| Niemcy                   | Top 100 Albums          | Media Control Charts | 75                |
| Stany Zjednoczone        | Billboard 200           | Billboard            | 23                |
| Stany Zjednoczone        | Dance/Electronic Albums | Billboard            | 1                 |
| Stany Zjednoczone        | Rap Albums              | Billboard            | 4                 |
| Szwajcaria               | Top 100 Albums          | Schweizer Hitparade  | 61                |
| Szwecja                  | Top 60 Albums           | Sverigetopplistan    | 68                |
| Wielka Brytania          | Top 200 Albums          | OCC                  | 64                |